# Paniri
El volcán Paniri es un estratovolcán ubicado en la Región de Antofagasta (Chile). Es vecino de los volcanes San Pedro y San Pablo, y mide 5946 metros de altura.
El volcán se distingue por tener dos cumbres: una con un pico perfecto y otra más achatada como un cráter (ambas son cráteres, pero están inactivos).
Su nombre es de origen kunza, sin embargo, también se lo asocia con la historia más reciente del territorio andino. El joven atacameño Thomás Panire, nacido en la localidad cercana, pasó a la historia como uno de los más importantes héroes de las rebeliones indígenas en el norte lideradas en 1780 por Túpac Amaru II, descendiente del último inca. Panire ejerció una fuerte influencia política en el territorio, y no sería extraño que su apellido representara algún valor para que uno de los volcanes de la región lleve ese nombre desde la antigüedad.
La primera ascensión registrada fue realizada por Claudio Lucero y Nelson Muñoz en 1972. Los montañistas encontraron vestigios arqueológicos de un santuario inca en la cima.